# Campephagidae
Famille
Les Campephagidae (ou campéphagidés) sont une famille de passereaux constituée de 11 genres et 93 espèces

## Habitat et répartition
Ses espèces ont une aire de répartition qui s'étend de l'Afrique à l'Océanie en passant par les îles de l'Océan Indien, l'Inde, l'Asie du Sud-Est, la Chine, le Japon et l'Australie.

## Position systématique
Dans les classifications traditionnelles, comme celle de Richard Howard et Alick Moore, elle comprend 13 espèces de minivets et 70 d'échenilleurs.
Dans la classification de Charles Gald Sibley et Burt Monroe, cette famille est englobée dans l'immense famille des Corvidae. Elle forme avec les oriolidés, les Oriolini, tribu de la sous-famille des corvinés.
En 2018, la classification de référence du Congrès ornithologique international (version 8.2, 2018) a largement réorganisé la famille la faisant passer de six à onze genres, pour des raisons phylogéniques.

## Étymologie
Le nom de cette famille est formé à partir du genre Campephaga qui signifie « mangeur de chenilles » et se retrouve dans le nom français des échenilleurs alors que le nom anglais « cuckooshrike » (coucou pie-grièche) est plus descriptif. 
L'origine du nom vernaculaire des minivets n'est pas connu mais il semble être l'adaptation anglaise d'un nom indien peut-être imitatif. Le genre Pericrocotus semble lié à la couleur safran de certains  minivets. 
Les noms vernaculaires de certaines espèces sont liés à leurs chants ou cris (« cicadabird » c’est-à-dire oiseau cigale, tuit-tuit, etc.).

## Liste alphabétique des genres
Selon la classification de référence du Congrès ornithologique international (version 15.1, 2025)
- Campephaga Vieillot, 1816 (4 espèces)
- Campochaera Sharpe, 1878 (1 espèce)
- Ceblepyris Cuvier, 1816 (5 espèces)
- Celebesica Strand, 1928 (1 espèce)
- Coracina Vieillot, 1816 (28 espèces)
- Cyanograucalus Hartlaub, 1861 (1 espèce)
- Edolisoma Jacquinot & Pucheran, 1853 (31 espèces)
- Lalage Boie, F, 1826 (20 espèces)
- Lobotos Reichenbach, 1850 (2 espèces)
- Malindangia Mearns, 1907 (1 espèce)
- Pericrocotus Boie, 1826 (15 espèces)

## Liste des espèces
D'après la classification de référence du Congrès ornithologique international (version 8.2, 2018) (ordre phylogénique) :